# 劉兆昌
劉兆昌，筆名老樓。1988年入行從事地產傳媒採訪，曾在香港主要報章，包括星島日報、明報、新報和香港經濟日報先後任職，於2011年加盟香港蘋果日報財經版，於2018年6月離任，熟悉本港房地產過去30年潮起潮落發展。在香港經濟日報任職17年，擔任副總編輯，先後創立老樓日記和樓論的專欄作家。